# Radka Denemarková
Radka Denemarková (Kutná Hora, 1968. március 14. –) cseh regényíró, drámaíró, tévéforgatókönyv-író, fordító, esszéíró.
Denemarková az egyetlen cseh író, aki négyszer kapott Magnesia Litera díjat (különböző kategóriákban – próza, szépirodalom, fordítás és az év könyve). Műveit 23 nyelvre fordították le.

## Élete
A Károly Egyetem Bölcsészettudományi Karán tanult, ahol 1997-ben doktorált. Kutatóként dolgozott a Cseh Tudományos Akadémia Cseh Irodalmi Intézetében, és a prágai Na zábradlí Színház drámai tanácsadója volt. 2004 óta szabadúszó.
Prágában él Ester lányával és Jan fiával.

## Könyvei
- Hodiny z olova, 2018. Brno: Host. 752pp. ISBN 9788075774743.[3]
- MY 2 / US 2, 2014. A játékfilm irodalmi eredetije.[4]
- Příspěvek k dějinám radosti, 2014. regény[5]
- Spací vady, 2012. A színházi darab könyvkiadása.[6]
- Kobold. Přebytky něhy & přebytky lidí, 2011. Kettős regény. Angol nyelvű kivonatok.[7]
- Smrt nebudeš se báti aneb příběh Petra Lébla, 2008. dokumentumregény[8]
- Peníze od Hitlera, 2006. regény[9]
- A já pořád kdo to tluče, 2005. regény[10]
- Sám sobě nepřítelem, 1998. Könyv Evald Schorm cseh színház- és filmrendezőről.[11]

### Magyarul
- Ki dörömböl? (A já pořád kdo to tluče) – Európa, Budapest, 2007 · ISBN 9789630783712 · Fordította: Körtvélyessy Klára
- Hitler pénze (Peníze od Hitlera) – Európa, Budapest, 2009 · ISBN 9638258101 · Fordította: Körtvélyessy Klára

## Fordítás
- Ez a szócikk részben vagy egészben  a   Radka Denemarková című angol Wikipédia-szócikk fordításán alapul.  Az eredeti cikk szerkesztőit annak laptörténete sorolja fel. Ez a jelzés csupán a megfogalmazás eredetét és a szerzői jogokat jelzi, nem szolgál a cikkben szereplő információk forrásmegjelöléseként.